# 육군공병학교 (일본)
육군공병학교(陸軍工兵学校)는 지바현 마쓰도시에 있던 일본 제국 육군의 병과학교였다. 개교일은 1919년 12월 1일이며 일본 제국이 제2차 세계대전에서 패전함으로 인하여 1945년 8월 30일에 폐지(폐교)되었다.